# Armand Samuel de Marescot

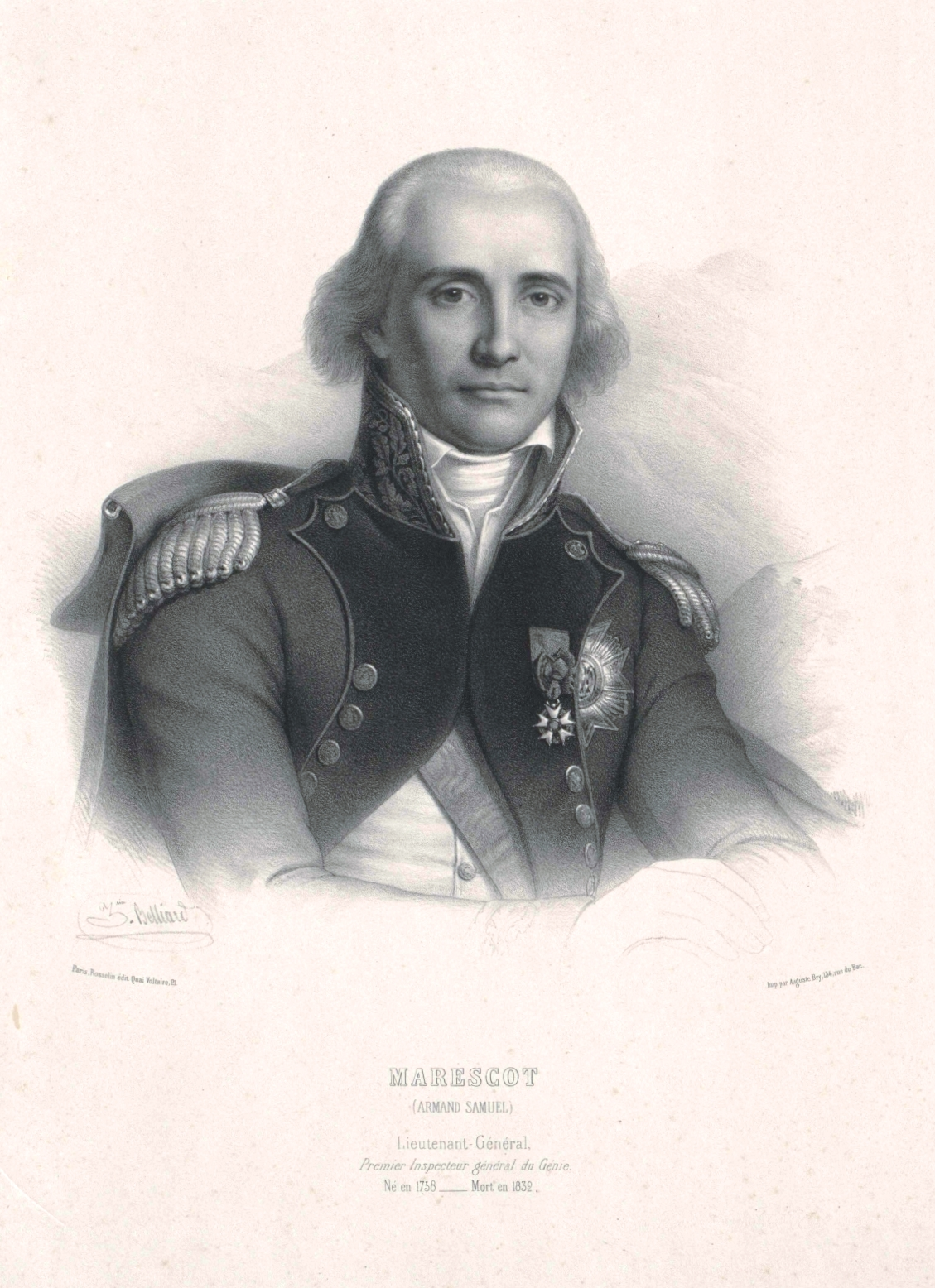
Armand Samuel de Marescot

Armand Samuel de Marescot (* 1. März 1758 in Tours; † 5. November 1832 auf Schloss Chaslay in Montoire-sur-le-Loir) war ein französischer Ingenieuroffizier (Génie militaire).

## Biografie

### Ausbildung und Familie
Marescot stammte aus einer alten, früher italienischstämmigen Familie Marescotti. Er studierte an der Hochschule in La Flèche und der École militaire in Paris. 1776 wurde er Aspirant und dann Ingenieurleutnant an der École royale du génie de Mézières in Charleville-Mézières im Département Ardennes. 1784 befördert zum Leutnant en premier und 1891 zum Capitaine de génie im Standort Lille.
Er heiratete Cecile Artis; beide hatten zwei Kinder, die jung starben.

### Nordarmee
Marescot diente seit 1792 in der Nordarmee. Er überstand eine Revolte in der französischen Truppe bei Tournai, bei der General Dillon und Ingenieuroberst Berthois ermordet wurden und war u. a. bei der Verteidigung von Lille und den Belagerungen von Antwerpen erfolgreich. Bei der Belagerung von Toulon wurde er 1893 zum Kommandanten eines Bataillons ernannt und erwarb militärische Verdienste im Felde. 1794 übernahm er das Kommando der Ingenieurtruppen von Maubeuge, führte erfolgreich die Belagerung von Charleroi, von Landrecies und von Maastricht (8. Nov. 1794) durch. Er wurde zum Colonel, kurz danach 1794 zum Général de brigade und nach seiner Teilnahme an der Schlacht bei Fleurus im Ersten Koalitionskrieg zum Général de division befördert. Ungeachtet dieser Verdienste setzte ihn die Pariser Revolutionsherrschaft 1794 auf eine Emigrantenliste, enteignete sein Vermögen und das seiner Frau. General Carnot setzte jedoch durch, dass er rehabilitiert wurde und seine Güter zurückerhielt. Im März 1795 wurde er Generalinspekteur der Ingenieurtruppen in Bayonne im Bereich der Armee an den Ostpyrenäen.

### In Deutschland
1796 übernahm Marescot das Kommando in Landau in der Pfalz, befehligte das Ingenieurcorps der französischen Rheinarmee und verteidigte 1797 die Festung Kehl bei den Angriffen des österreichischen Feldmarschallleutnants Friedrich von Hotze. Von 1797 bis 1799 befehligte er verschiedene Ingenieurcorps der französischen Armee u. a. in der erfolgreichen Helvetischen Armee. 1799 wurde er Militärgouverneur der Festung Mainz und Generalinspekteur der dortigen Ingenieurtruppen. Er begleitete 1799/1800 Napoleon Bonaparte beim Italienfeldzug, belagerte die Festung von Bard in Savoyen und nahm an der siegreichen Schlacht bei Marengo teil. Danach führte er von 1802 bis 1804/05 in Rochefort den Vorsitz des Ausschusses für die Befestigungsanlagen an der Westküste und führte zusammen mit Admiral François Étienne de Rosily-Mesros die Küsteninspektionen durch. Er wurde als Erster Inspekteur der Ingenieurtruppen 1804/05 als Großoffizier mit dem Orden der Ehrenlegion ausgezeichnet. 1805 nahm er mit der Grande Armée an der Schlacht bei Austerlitz gegen Österreich und Russland teil.
1808 wurde er comte de l'Empire, also Reichsgraf, des Ersten Kaiserreiches unter Napoleon Bonaparte.

### Spanienkrieg
Im napoleonischen Krieg auf der Iberischen Halbinsel gegen Spanien inspizierte Marescot die besetzten Gebiete und befehligte das Ingenieurcorps. Nach einem kurzen und verlustreichen Kampf in der Schlacht bei Bailén unter Führung von General Pierre Dupont de l’Étang musste diese französische Armee im Juli 1808 kapitulieren. Die Generäle de l’Étang und Marescot und die Armee gerieten in spanische Kriegsgefangenschaft. 1808, nach der Rückkehr nach Frankreich, wurden de l’Étang und Marescot verhaftet und vor ein Kriegsgericht gestellt. Sie wurden zwar nicht verurteilt, aber auf kaiserlichen Befehl wurde Marescot bis 1812 nach Tours verbannt und nicht wieder eingesetzt.

### Pair von Frankreich

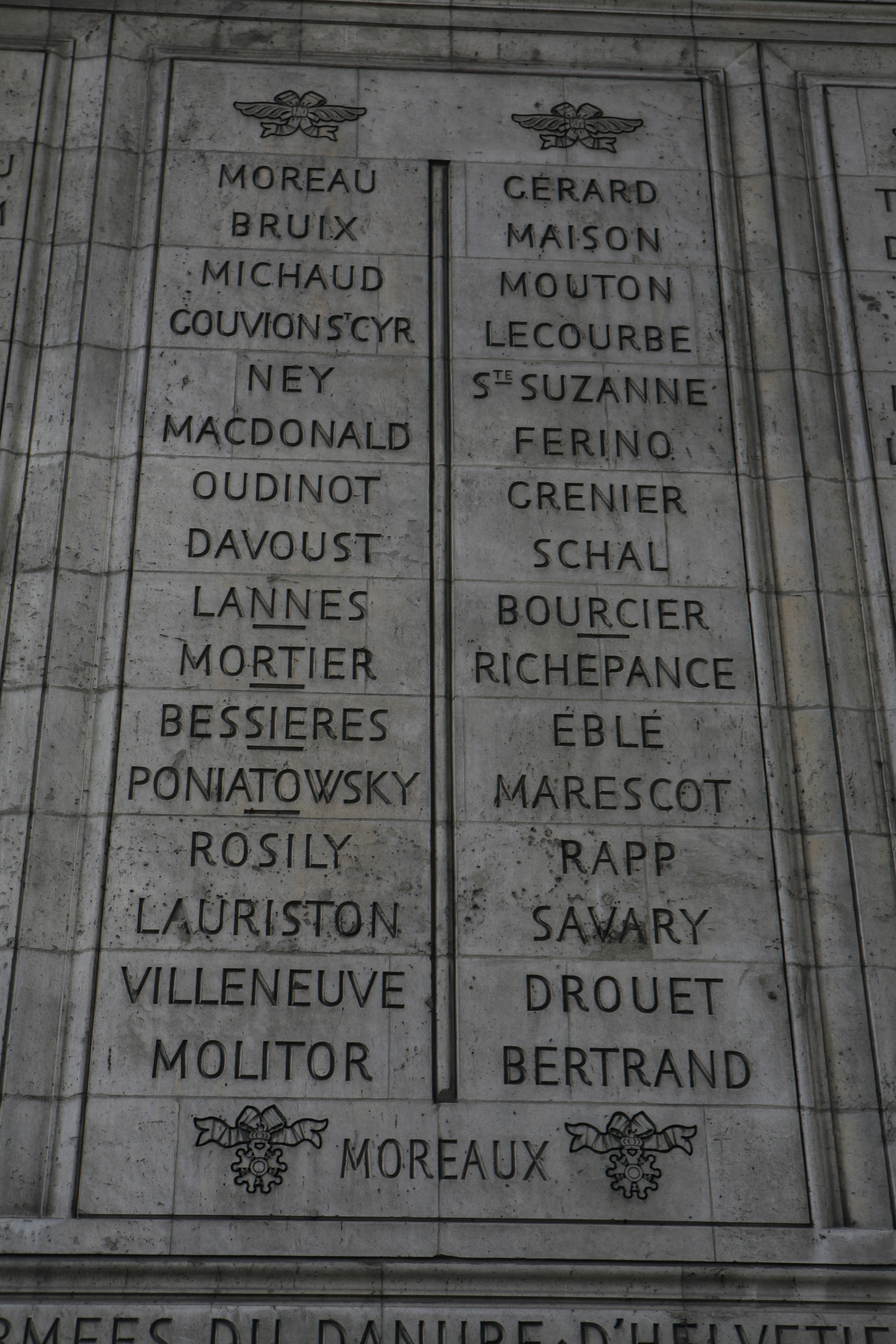
Arc de Triomphe

1814 ernannte ihn die Übergangsregierung von König Ludwig XVIII. zum Ersten Inspektor der Ingenieurtruppen von Frankreich. Nach der Herrschaft der Hundert Tage durch Kaiser Napoleon im Jahr 1815, wo er als Inspekteur in den Vogesen diente, wurde er vom König zunächst entlassen und dann auf Intervention von Kriegsminister St. Cyr als Erster Inspekteur und Leiter der Verteidigungskommission wieder eingesetzt.
Im Oktober 1815 wurde er Marquis von Frankreich und 1819 Mitglied in der Chambre des Pairs. Als Offizier schied er 1818 aus dem militärischen Dienst.

## Ehrungen
- Ordre royal et militaire de Saint-Louis
- Mitglied der Académie des sciences (1796)[1]
- Orden der Ehrenlegion (1805)
- Comte de l’Empire (1808)
- Marquis von Frankreich (1815)
- Name auf dem Triumphbogen in Paris (1832)